# Camilo Cienfuegos Gorriarán
Camilo Cienfuegos Gorriarán (tiếng Tây Ban Nha: [kamilo sjeɱfweɣoz ɣorjaɾan]; 06 tháng 2 năm 1932 - 28 tháng 10 năm 1959) là một nhà cách mạng Cuba sinh ra ở Havana. Cùng với Fidel Castro, Che Guevara, Juan Almeida Bosque, và Raúl Castro, ông là một thành viên của đội quân Granma 1956 thực hiện cuộc nổi dậy vũ trang do Fidel Castro chỉ huy chống lại chính quyền của nhà độc tài Cuba Fulgencio Batista. Ông trở thành một trong những chỉ huy du kích đầu tiên của Castro, được gọi là "Anh hùng Yaguajay" sau khi chiến thắng một trận chiến quan trọng của cuộc cách mạng Cuba.
Ông được bổ nhiệm làm người đứng đầu lực lượng vũ trang Cuba ngay sau chiến thắng của quân nổi dậy của Castro vào năm 1959, nhưng sự nghiệp của ông sớm kết thúc bởi 1 tai nạn. Ông được cho là đã chết khi đang đi du lịch trên một chiếc máy bay nhỏ và máy bay biến mất trong một chuyến bay đêm từ Camagüey đến Havana năm sau đó.
Cienfuegos được tôn kính ở Cuba là một anh hùng của Cách mạng, với tượng đài, đài tưởng niệm, và một lễ kỷ niệm hàng năm để vinh danh ông.